# Горбань Владислав Вячеславович
Владислав Вячеславович Горбань (27 квітня 1994, смт Кириківка Сумська область — 6 березня 2022, район м. Миколаїв) — український військовослужбовець, льотчик 2 класу, командир вертолітної ланки вертолітної ескадрильї, капітан 18-тої окремої бригади армійської авіації Збройних сил України, Герой України (посмертно).

## Життєпис
Владислав народився 27 квітня 1994 року в смт Кириківка Сумської області, на 20-й день народження своєї мами.
З 2000 року навчався в Кириківській загальноосвітній школі.
Після закінчення 9-го класу вступив до Державного ліцею з посиленою військово-фізичною підготовкою «Кадетський корпус» імені І. Г. Харитоненка. Після випуску обрав напрям армійської авіації і вступив до Харківського національного університету Повітряних Сил імені Івана Кожедуба. Молодий офіцер поїхав на службу у Полтаву, де став командиром вертолітної ланки вертолітної ескадрильї 18-ї окремої бригади армійської авіації імені Ігоря Сікорського. Літав на гелікоптері Мі-8. Виконував завдання на території АТО/ ООС. Пілот усе своє свідоме життя захищав незалежність держави. Коли почалося повномасштабне вторгнення, Владислав з першого дня був на захисті українського неба. За що був нагороджений орденом Богдана Хмельницького III ступеня.
Кожного дня Владислав, командир екіпажу МІ-8, зі своїми побратимами захищав українське небо. 6 березня 2022 року Владислав Горбань зробив значний внесок у знищенні поблизу м. Баштанка Миколаївської області російської колони, що мала на меті прорвати оборону та захопити м. Кривий Ріг, Дніпропетровської області. Військовослужбовці врятували міста від окупації, під час останнього завдання, екіпажі зазнали масованих ударів ракетами та обстрілу з автоматів. До останніх хвилин Владислав, як командир екіпажу, намагався врятувати побратимів та своє життя, але не зміг.

Сестра Владислава розповіла:
«Владислав був дуже розумний та добрий. Він завжди мріяв про велику сім‘ю та дружні компанії. І в нього все було: сім‘я, велике коло друзів, поряд були всі, хто його любить і всі кого він любить. Він відважний, сміливий, постійно боровся за справедливість. Біль втрати неможливо описати, у наших серцях він живий і кожного дня ми продовжуємо чекати його додому. Він ніколи нікого не образив, завжди був тактичний, його харизматичність запам‘ятовувалася всім. На роботі він був відповідальний та компетентний».
Посмертно капітан Горбань нагороджений орденом Богдана Хмельницького ІІ ступеня та найвищим державним званням Герой України, у перші дні війни був нагороджений  орденом Богдана Хмельницького ІІІ ступеня за віддану службу.
Загинув під час російського вторгнення в Україну 6 березня 2022 року в районі м. Миколаєва, коли російські агресори збили два гелікоптери 18-тої окремої бригади армійської авіації. Також загинули штурман-льотчик вертолітної ланки вертолітної ескадрильї майор Костянтин Зебницький, старший бортовий інженер-інструктор майор Ігор Туревич, командир вертолітної ланки вертолітної ескадрильї капітан Олександр Чуйко, штурман-льотчик вертолітної ланки вертолітної ескадрильї капітан Сергій Бондаренко, бортовий технік капітан Ігор Пазич.
Попрощалися із загиблими 17 березня 2022 року в Полтаві біля Свято-Успенського собору. Архієпископ Полтавський і Кременчуцький Федір разом з іншими священниками провів заупокійний молебень.
Поховали захисника на Центральному кладовищі в родинному селищі Кириківка на Сумщині. На Владислава вдома чекали дружина, 3-річний син, батьки і сестра.

## Нагороди
- звання Герой України з удостоєнням ордена «Золота Зірка» (8 липня 2023, посмертно) — за особисту мужність і героїзм, виявлені у захисті державного суверенітету та територіальної цілісності України, самовіддане служіння Українському народові[5];
- орден Богдана Хмельницького II ступеня (2022, посмертно) — за особисту мужність і самовіддані дії, виявлені у захисті державного суверенітету та територіальної цілісності України, вірність військовій присязі[6];
- орден Богдана Хмельницького III ступеня (2022) — за особисту мужність і самовіддані дії, виявлені у захисті державного суверенітету та територіальної цілісності України, вірність військовій присязі[7].